# Dominique Cravic

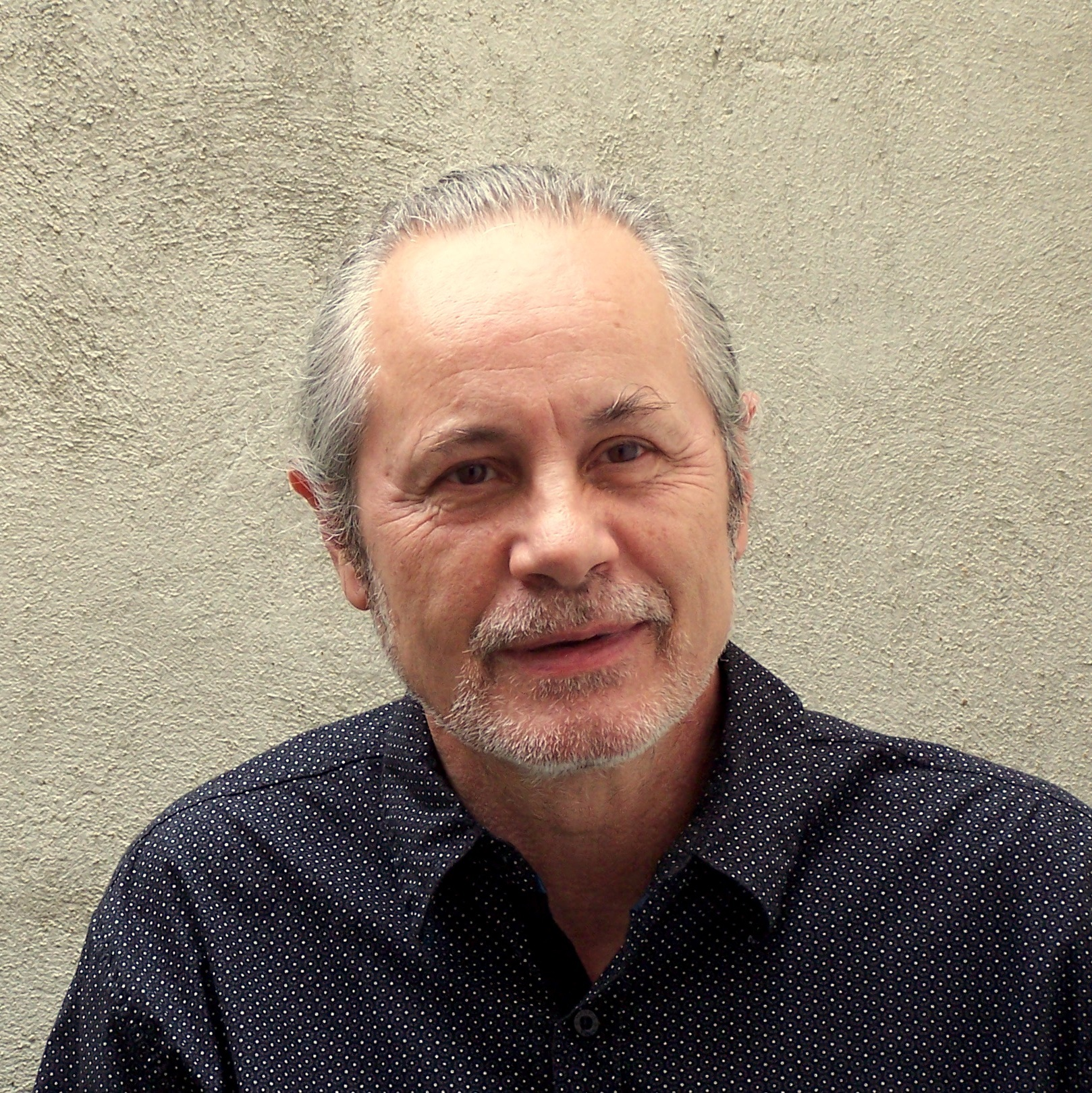
Dominique Cravic, 2010

Dominique Cravic (* 5. Juni 1946 in Dreux) ist ein französischer Sänger, Gitarrist und Komponist.

## Leben und Wirken
Cravic absolvierte ein Masterstudium der Musikwissenschaft an der Universität Paris und studierte klassische Gitarre an der École normale supérieure. Gemeinsam mit Francis Varis gab er sein Plattendebüt 1983 mit Cordes et Lames auf dem Label Jamuz. 1985 arbeitete er mit seinem Gitarrenkollegen Didier Roussin an Juju Doudou. Mit Roussin, Dominique Pifarély und Yves Torchinsky bildete er das Quartett The New Blue Four. In dieser Zeit traf Cravic den amerikanischen Comiczeichner Robert Crumb, der seine Leidenschaft für traditionellen Jazz und Musette teilte. 1986 nahmen Cravic und Crumb das Album Cocktail d'Amour (1987) auf. Im selben Jahr gründete er mit Daniel Huck die Gruppe Les Primitifs du futur, die sich mehr als 20 Jahre der Musettemusik widmete und Alben wie World Musette vorlegte; weiterhin war er im von ihm gegründeten Ukulélé Club de Paris aktiv.
Auch traf er auf Marc Fosset und Stéphane Grappelli und arbeitete im Bereich des Jazz mit Lee Konitz (Medium Rare 1986), Tal Farlow, Steve Lacy, Larry Coryell und Michel Graillier. Um die Jahrtausendwende begleitete er zudem Henri Salvador, mit dem er auch sein Album Jardin d'Hiver aufnahm. Weiterhin begleitete er Olivia Ruiz und Georges Moustaki. Maurane holte ihn für ihr Album Nougaro ou l'Espérance en l'Homme.
Auf seinem Album Gus versus Tony würdigte Cravic die Meister des Swing-Akkordeons, Gus Viseur und Tony Muréna gemeinsam mit Akkordeonist Daniel Colin, Sängerin Claire Elzière, Geigerin Mathilde Febrer und Kontrabassist Jean-Philippe Viret. 2014 entstand sein Album Le Voyage de Django.